# Boksu-myeon
Boksu-myeon (koreanska: 복수면) är en socken i kommunen Geumsan-gun i provinsen Södra Chungcheong i Sydkorea, 180 km söder om huvudstaden Seoul.